# Svartkronad skogssångare
Svartkronad skogssångare (Cardellina pusilla) är en nordamerikansk fågel i familjen skogssångare inom ordningen tättingar.

## Utseende och läte
Svartkronad skogssångare är en mycket liten fågel, 11,5–12 centimeter i kroppslängd. Den är relativt långstjärtad som den ofta reser eller rör på. Den är ovan ostreckat starkt gul under, olivgul ovan, mörk stjärt samt gul panna och gult ögonbrynsstreck. Hanen har en svart hjässa. Sången är en serie av tio till 15 korta visslande men tjattriga toner.

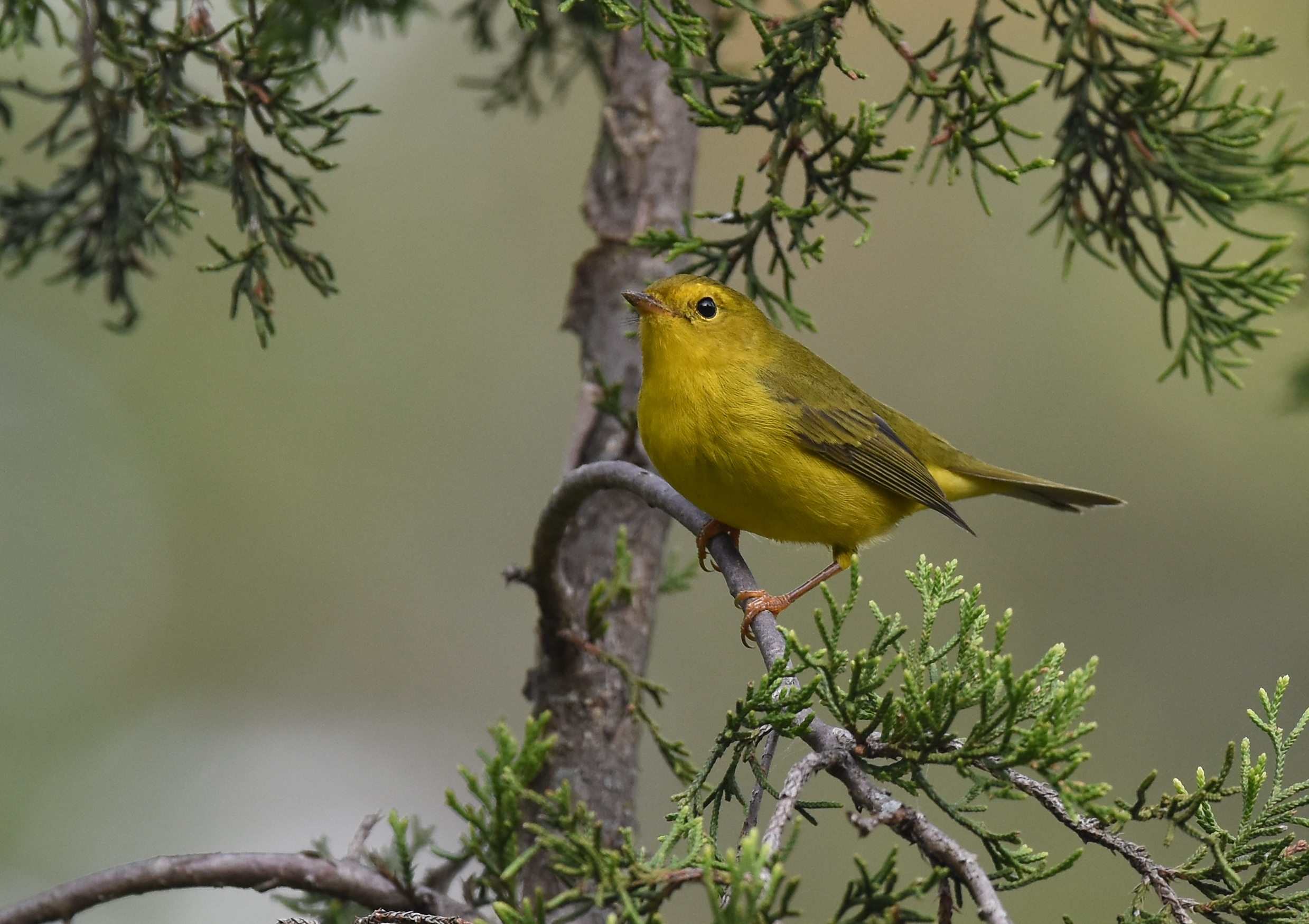
Honan saknar den svarta hjässan.

## Utbredning och systematik
Svartkronad skogssångare delas upp i tre underarter med följande utbredning:
- Cardellina pusilla pileolata – häckar från norra Alaska och norra Yukon till sydvästra USA. Den övervintrar så långt söderut som till västra Panama
- Cardellina pusilla pusilla – häckar från södra och östra Kanada till nordöstra USA. Den övervintrar så långt söderut som till Costa Rica
- Cardellina pusilla chryseola – häckar från sydvästra British Columbia till södra Kalifornien. Den övervintrar så långt söderut som till Panama

Nominatformen skiljer sig tydligt åt genetiskt från de övriga två taxonen och de två grupperna kan därför möjligen utgöra två olika arter.
Arten är en mycket sällsynt gäst i Europa med endast fem fynd: 1985 i Cornwall, England, 2013 i Cork, Irland, 2015 i Yttre Hebriderna, Skottland, samt 2018 och 2023 i Azorerna.

## Levnadssätt
Svartkronad skogssångare hittas i skogar med tät undervegetation nära vatten, ofta med inslag av pil och al. Den livnär sig mestadels av insekter och spindlar, men också av bär och honungsdagg från insekter. Fågeln häckar mellan april och juli, undantagsvis in i augusti. Vissa populationer på amerikanska västkusten verkar regelbundet lägga två kullar.
'

### Släktestillhörighet
Arten placerades tidigare tillsammans med kapuschongskogssångare och kanadaskogssångare i släktet Wilsonia. DNA-studier visar dock att typarten för släktet kapuschongskogssångaren är nära släkt med rödstjärtad skogssångare och har därefter flyttats därmed till Setophaga. Kanadaskogssångare och svartkronad sångare fördes istället till Cardellina tillsammans med rödbröstad och röd skogssångare samt rosenskogssångare.

## Status och hot
Arten har ett stort utbredningsområde och en stor population, men tros minska i antal, dock inte tillräckligt kraftigt för att den ska betraktas som hotad. IUCN kategoriserar därför arten som livskraftig (LC).